# Майгуров Віктор Вікторович
Віктор Майгуров  (рос. Виктор Викторович Майгуров, 7 лютого 1969) — білоруський та російський біатлоніст, олімпійський медаліст.

## Виступи на Олімпіадах
| Олімпіада           | Дисципліна                | Місце |
| ------------------- | ------------------------- | ----- |
| Ліллехаммер 1994    | спринт 10 км              | 37    |
| Ліллехаммер 1994    | індивідуальна гонка 20 км | 23    |
| Ліллехаммер 1994    | естафета 4 х 7,5 км       | 4     |
| Нагано 1998         | спринт 10 км              | 4     |
| Нагано 1998         | естафета 4 х 7,5 км       | 3     |
| Солт-Лейк-Сіті 2002 | спринт 10 км              | 7     |
| Солт-Лейк-Сіті 2002 | переслідування 12.5 км    | 7     |
| Солт-Лейк-Сіті 2002 | індивідуальна гонка 20 км | 3     |
| Солт-Лейк-Сіті 2002 | естафета 4 х 7,5 км       | 4     |

## Зовнішні посилання
- Досьє на sport.references.com [Архівовано 21 січня 2011 у Wayback Machine.]